# Silent Devotion
Silent Devotion es una banda mexicana de death metal, formada en 2001 en Aguascalientes, con músicos de Aguascalientes, Guadalajara y Saltillo. La banda ha visitado diversos países como Panamá, Costa Rica, Nicaragua, Honduras, El Salvador, Guatemala, Colombia, Ecuador, Perú, Bolivia, Chile, Argentina y Uruguay.

## Historia
Silent Devotion fue formada en 2001 por Fernando Torres (guitarra y voz) y Willbert García (guitarra), a quienes se integraron posteriormente Walter Nahúm (batería) y Jorge Román en el bajo. El grupo compuso varias canciones que lanzaron en su primer demo, Silence of Death, en 2002.
En 2005 se integraron a la formación otros dos miembros, Rafael Lozano e Iván Ramírez, con quienes lanzaron su primera producción discográfica, Confrontations, de manera independiente.
A partir de 2007, la banda comenzó la planeación de su primera gira, Confrontations South America Tour, en la que visitaron diversos países de Sudamérica.
Durante 2008, se integraron César Villar en la guitarra líder, así como Alejandra Márquez en la voz; y se presentaron en Zacatecas y Michoacán. Durante 2009 realizaron presentaciones en Nuevo León, Zacatecas, Chihuahua y Aguascalientes. Fernando Jiménez se integró al grupo en la batería. Ese mismo año grabaron el EP A Pleasant Side of the White Tree, del cual se desprende el tema «Polvo de ángel», que fue incluido en la banda sonora de la película El tren del no olvido, que dirigieron estudiantes de la Universidad Autónoma de Aguascalientes. En diciembre de 2010 se integró Jorge Topete como bajista, y se programó la gira A Pleasant Side of Latinamerican Tour 2011, además de la presentación oficial del EP.
Desde 2011, la banda comenzó a componer canciones en español. En 2012, Silent Devotion emprendió una nueva gira por Centroamérica, Revolución Tour: Nuestra Sangre.
Silent Devotion ha compartido escenario o abierto para bandas como Marduk, Impety, Asesino, Tetriconia, Therion y Brujería.

## Miembros
- Fernando Torres: voz, guitarra
- César Villar: guitarra
- Carlos Martínez: bajo
- Ángel Reyes: batería

## Discografía
- Silence of Death (2003)
- Confrontations (2005)
- A Pleasant Side of the White Tree (2010)
- Nuestra sangre (2012)